# Jamal Walton
Jamal Walton (né le 25 novembre 1998) est un athlète des îles Caïmans, spécialiste du 400 m.
Le 17 juillet 2015, il porte son record, record national, à 45 s 99 lors des Championnats du monde d'athlétisme jeunesse 2015 à Cali où il termine au pied du podium pour 4/100e. Il remporte le titre des Championnats panaméricains juniors d'athlétisme 2015 et celui de 2017, en battant le record des championnats.